# Pieter Coecke van Aelst

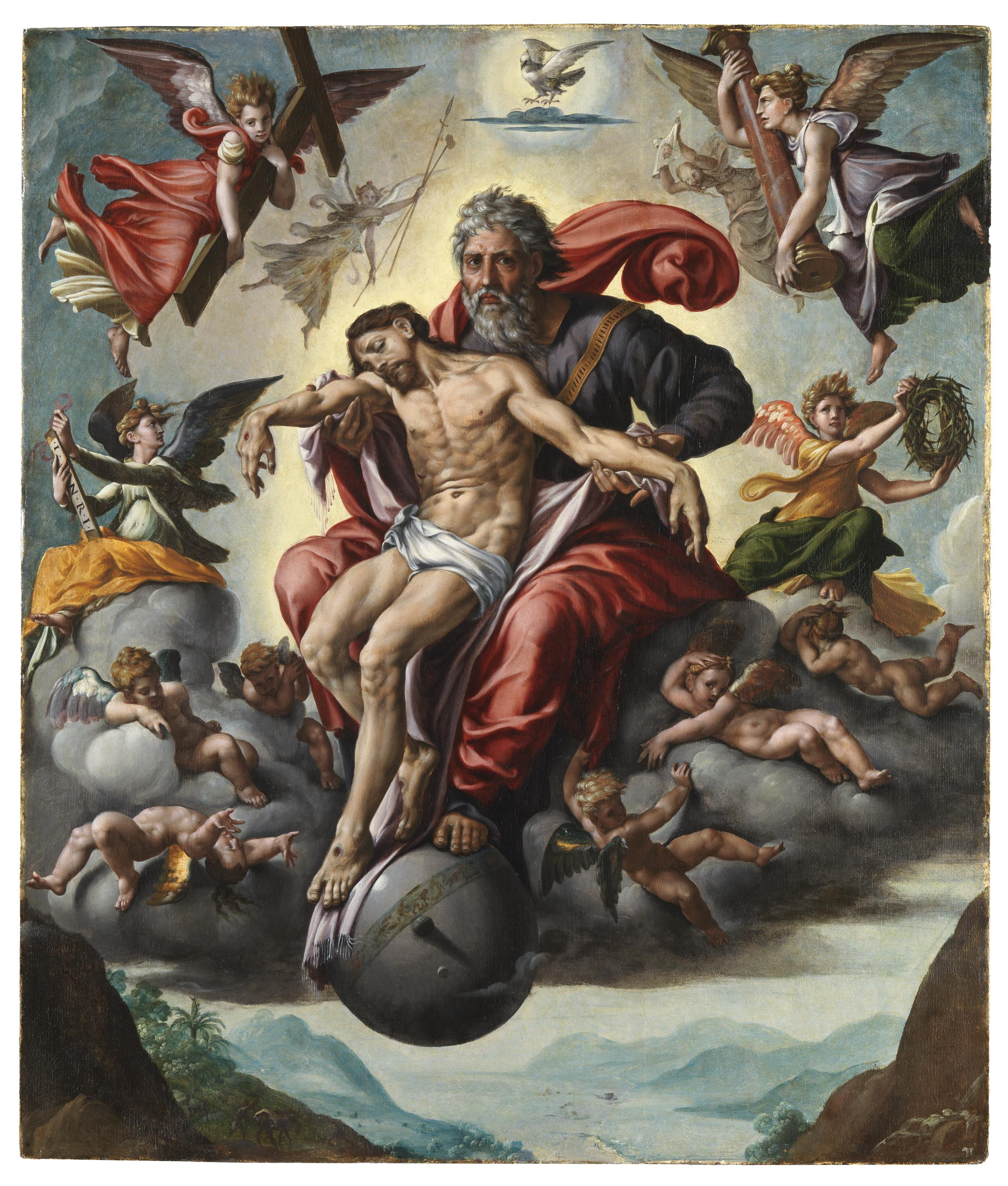
Trójca Święta

Pieter Coecke van Aelst, też Pieter van Aelst (ur. 14 sierpnia 1502 w Aalst, zm. 6 grudnia 1550 w Brukseli) – niderlandzki malarz, rysownik i rytownik, zajmował się także rzeźbą, architekturą, projektowaniem tapiserii i witraży.

## Życiorys
Był uczniem Bernarda van Orley. W 1527 został mistrzem gildii św. Łukasza w Antwerpii, a w 1537 jej dziekanem. Pełnił funkcję malarza nadwornego Karola V, podróżował po Włoszech i Turcji, był propagatorem idei włoskiego renesansu, które łączył ze sztuką niderlandzką. Działał w Antwerpii, a później w Brukseli, gdzie prowadził duży warsztat malarski. Wśród jego licznych uczniów byli m.in. Gillis van Coninxloo, Willem Key, Hans Vredeman de Vries, Michael Coxcie, Pieter Bruegel (starszy) i synowie Peter II, Michael i Paul Coecke. Styl Aelsta stopniowo ewoluował od późnego gotyku, poprzez renesans do manieryzmu, jako malarz poruszał zwykle tematykę religijną.
Pieter van Aelst był tłumaczem klasycznych dzieł na temat architektury, przełożył Architetturę Sebastiano Serlio i traktat Witruwiusza. Prawdopodobnie z pracowni artysty (lub jego uczniów) pochodzi część arrasów wawelskich.

## Wybrane dzieła malarskie
- Chrystus z uczniami w drodze do Emaus
- Zdjęcie z Krzyża ok. 1535
- Trójca Święta
- Tryptyk: Adoracja Mędrców[3]
- Opłakiwanie Chrystusa ok. 1535 (kopia warsztatowa najprawdopodobniej z XVII wieku namalowana na szkle znajduje się obecnie w kościele św. Antoniego z Padwy w Warszawie)